# UDトーク
UDトークとは、音声認識と自動翻訳を活用した生活やビジネスの様々なシーンで活用できるアプリである。アプリ制作は、Shamrock Records,Inc（青木秀仁代表）。JIS S 0042（高齢者・障害者配慮設計指針）を参考に実装されている。「UD」とは、Universal Design の頭文字である。

## 概要
- 音声認識をつかって文章を入力し、認識間違いを手で修正する形でコミュニケーションをとる[1][2]。
- インターネットを介して、他のUDトークや連携アプリと接続し、文字情報を共有することができる[3]。
- 自治体から企業、大学に至るまで、様々な場所で導入されている[4][5][6]。
- 情報保障の1つとして採用されることもある[7]。

## 使用方法
- 音声を認識させ文字として表示させる機能を使うには、iPhoneかAndroidにUDトークアプリを導入（インストール）する必要がある。
- また、WindowsやmacOS版のUDトークアプリも有る。こちらは主に、表示された文字の編集（例えば誤認識の修正作業など）のためのもので、音声認識の機能は備わっていない。したがって、基本的には上述のスマートフォン用アプリと併せて使う形になる。
- 複数人での利用方法は以下の通り（一例）。
- スマートフォンのアプリで、1台を「親」として起動する。「トークルーム」を作り、参加者を招待する。
- 他の端末から、親の招待に応じて、トークルームに参加する。
- 入力を開始するか、マイクに話しかける。

## 特徴
- ネットワークを用いてチームを編成し、入力、修正を行いながら入力できる。
- 連続発話認識と呼ばれる入力方法をサポートしている。これは音声認識を連続で動作させ、リアルタイムに見たり、誤字を直したりできる様にプログラムされている。
- インターネット経由での入力に対応しており、通信環境が揃えば遠隔地からの情報保障が可能。
- 盲者のために、音声発声ソフトウェアが実装されており、読み上げも行うことができる。
- QRコードやIDによるペアリング機能により、VPNがなくともインターネット越しに安全なチーム形成ができる。
- 事前原稿を読み込ませ、任意のタイミングで表示できる。
- 近年では大学の授業支援に採用されるケースもある[8]。
- プログラム連携機能により、機能拡張ができる[9]。現在の対応アプリとして、ITBC2[10]や、ノートテイクアプリ まあちゃん[11]、字幕付けシステムのおこ助[12]などがある。